# 48e Assemblée générale de l'Île-du-Prince-Édouard
La 48e Assemblée générale de l'Île-du-Prince-Édouard fut en séance du 21 février 1956 au 8 août 1959. Le Parti libéral dirigé par Alexander Wallace Matheson forma le gouvernement.
Augustin Gallant fut élu président. Edward Foley remplace Gallant comme président en 1959.
Il y eut quatre sessions à la 48e Assemblée générale :
| Session | Début           | Fin           |
| ------- | --------------- | ------------- |
| 1re     | 21 février 1956 | 29 mars 1956  |
| 2e      | 26 février 1957 | 18 avril 1957 |
| 3e      | 11 mars 1958    | 12 avril 1958 |
| 4e      | 10 février 1959 | 25 mars 1959  |

## Membres

### Kings
| Circonscription | Membre de l'assemblée | Membre de l'assemblée | Parti   | Conseiller | Conseiller                 | Parti        |
| --------------- | --------------------- | --------------------- | ------- | ---------- | -------------------------- | ------------ |
| 1er Kings       |                       | William Acorn         | Libéral |            | Melvin J. Brenton St. John | Libéral      |
| 2e Kings        |                       | Harvey Douglas        | Libéral |            | Leo F. Rossiter            | Conservateur |
| 3e Kings        |                       | Joseph Campbell       | Libéral |            | Keir Clark                 | Libéral      |
| 4e Kings        |                       | Lorne Bonnell         | Libéral |            | Alexander Wallace Matheson | Libéral      |
| 5e Kings        |                       | Stephen S. Hessian    | Libéral |            | George E. Saville          | Libéral      |

### Prince
| Circonscription | Membre de l'assemblée | Membre de l'assemblée | Parti        | Conseiller | Conseiller          | Parti   |
| --------------- | --------------------- | --------------------- | ------------ | ---------- | ------------------- | ------- |
| 1er Prince      |                       | Prosper Arsenault     | Libéral      |            | Fred Ramsay         | Libéral |
| 2e Prince       |                       | George Dewar          | Conservateur |            | Forrest W. Phillips | Libéral |
| 3e Prince       |                       | Augustin Gallant      | Libéral      |            | Frank L. MacNutt    | Libéral |
| 4e Prince       |                       | J. George MacKay      | Libéral      |            | C. Cleveland Baker  | Libéral |
| 5e Prince       |                       | Edward P. Foley       | Libéral      |            | Morley Bell         | Libéral |

### Queens
| Circonscription | Membre de l'assemblée | Membre de l'assemblée | Parti   | Conseiller | Conseiller                            | Parti                |
| --------------- | --------------------- | --------------------- | ------- | ---------- | ------------------------------------- | -------------------- |
| 1er Queens      |                       | Frederic Large        | Libéral |            | W. F. Alan Stewart Frank Myers (1957) | Libéral Conservateur |
| 2e Queens       |                       | George Kitson         | Libéral |            | Reginald Bell                         | Conservateur         |
| 3e Queens       |                       | Russell Charles Clark | Libéral |            | Eugene Cullen                         | Libéral              |
| 4e Queens       |                       | Dougald MacKinnon     | Libéral |            | Harold P. Smith                       | Libéral              |
| 5e Queens       |                       | B. Earle MacDonald    | Libéral |            | Alex MacIsaac                         | Libéral              |